# Molotov and Haze
| Оценки критиков | Оценки критиков |
| Источник        | Оценка          |
| --------------- | --------------- |
| Allmusic        | [ 1 ]           |

Molotov and Haze — восьмой студийный альбом Bass Communion, проекта британского музыканта и продюсера Стивена Уилсона.
Альбом состоит из четырёх треков и, согласно сайту Стивена Уилсона, разделён на две группы: «Два шумных трека (Molotov) и два необыкновенно прекрасных трека (Haze).» Все отрывки были созданы с помощью гитары и записаны с 14 по 17 февраля 2008 года.
Альбом был выпущен в миниатюрной удлинённой обложке. Некоторые отрывки из «Haze» и «Corrosive» доступны на странице Bass Communion на MySpace. Отрывок из «Molotov» доступен на сайте Important Records.

## Виниловое издание
В апреле 2009 года Molotov and Haze был выпущен на двойной виниловом LP на Tonefloat Records с расширенными версиями «Molotov 1502» и «Haze 1402». Это издание было ограничено 500 копиями на 180-граммовой чёрном виниле и c удлинённой обложкой, и содержало 10-дюймовый LP Haze Shrapnel в качестве бонус-диска.

## Список композиций
| №  | Название         | Длительность      |
| -- | ---------------- | ----------------- |
| 1. | «Molotov 1502»   | CD:15:30 LP:20:41 |
| 2. | «Glacial 1602»   | 13:10             |
| 3. | «Corrosive 1702» | 12:26             |
| 4. | «Haze 1402»      | CD:23:10 LP:26:12 |

## Участники записи

### Bass Communion
- Стивен Уилсон — гитара

### Другие
- Карл Гловер (для Aleph) — дизайн обложки

## История релиза
| Страна     | Дата         | Лейбл             | Формат     | Каталог   |
| ---------- | ------------ | ----------------- | ---------- | --------- |
| США        | 22 июля 2008 | Important Records | CD         | imprec193 |
| Нидерланды | Апрель 2009  | Tonefloat         | Двойной LP | TF67      |